# Portbou
Portbou este o localitate în Spania în comunitatea Catalonia, provincia Girona, pe linia de frontieră cu Franța. 

## Istoria
Portbou a fost un punct strategic important pentru republicani în timpul Războiului Civil Spaniol, fiind unul din puținele locuri de unde se puteau obține provizii din străinătate. 
Portbou este, de asemenea, locul în care filosoful german Walter Benjamin a murit și a fost îngropat în 1940. Există un monument în onoarea lui făcut de Dani Karavan.

## Geografia
Portbou este situat în apropiere de granița cu Franța în regiunea Costa Brava, și adesea servește ca un punct de garare pentru trenurile SNCF provenind din Cerbère în Franța. Portbou este cel mai nordic oraș spaniol de la malul Mării Mediterane. Relieful din Portbou este de deal.

### Turismul
Atunci când primii turiști din nordul Europei au venit în Spania la sfârșitul anilor 1950, primul oraș de dincolo de Munții Pirinei a fost orașul de frontieră Portbou. Cei care au trecut granița cu Franța, cu mașina, au fost impresionați de drumul șerpuit de-a lungul acestei coaste robuste. Portbou își datorează o parte din popularitate stației de cale ferată care se află aici.
O plimbare de-a lungul plajei unde se află cafenele, restaurante și baruri, atrage un număr mare de turiști în timpul zilei.
În oraș există multe magazine care oferă produse care sunt deosebit de căutate de către cei care trec frontiera: alcool și tutun, și, în plus, pielea și îmbrăcămintea sunt în mod evident mai ieftine decât în Franța.
Situația specială a persoanelor se bazează pe locația într-o vale în care construirea excesivă a încetinit. Deci, Portbou rămâne mic și înconjurat de natură.
Pe plajă puteți vedea bărci clasice, anterior folosite pentru pescuit, care sunt în prezent disponibile pentru turiști.

## Galerie imagini

Municipiu Portbou
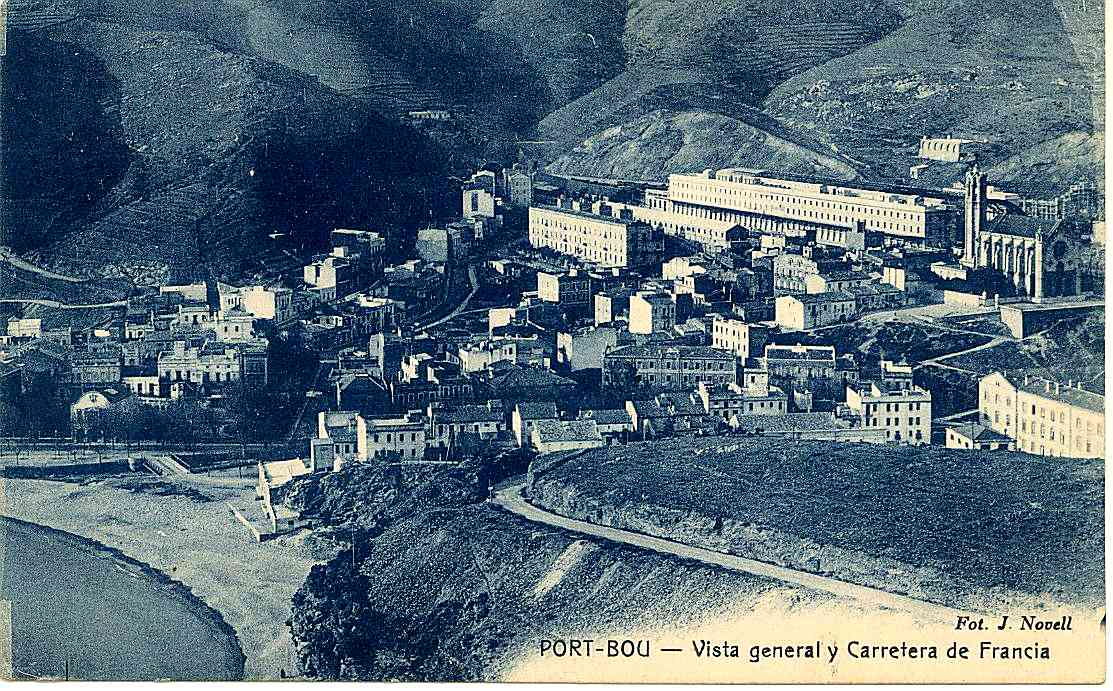
Portbou în 1930
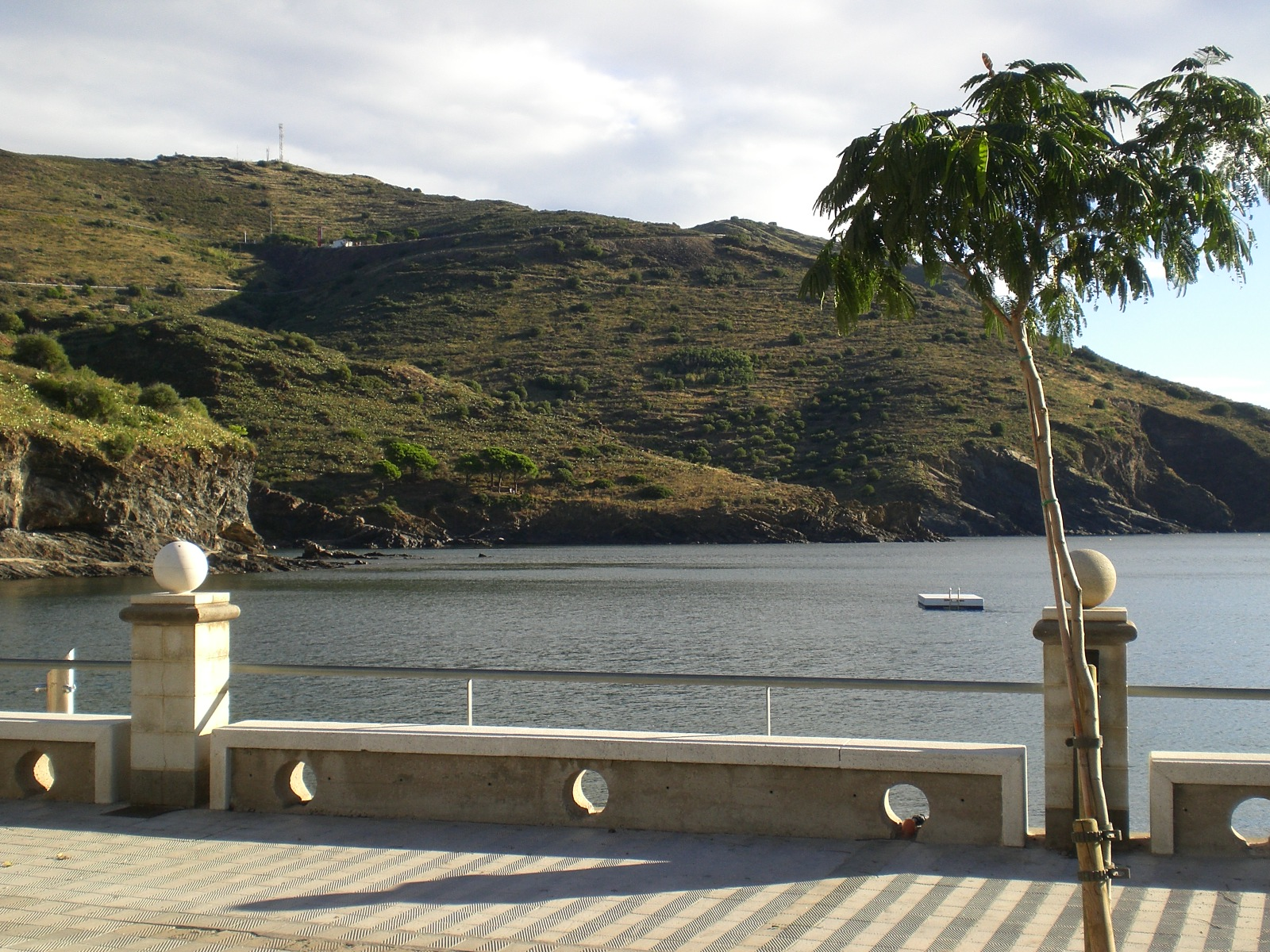
Vedere
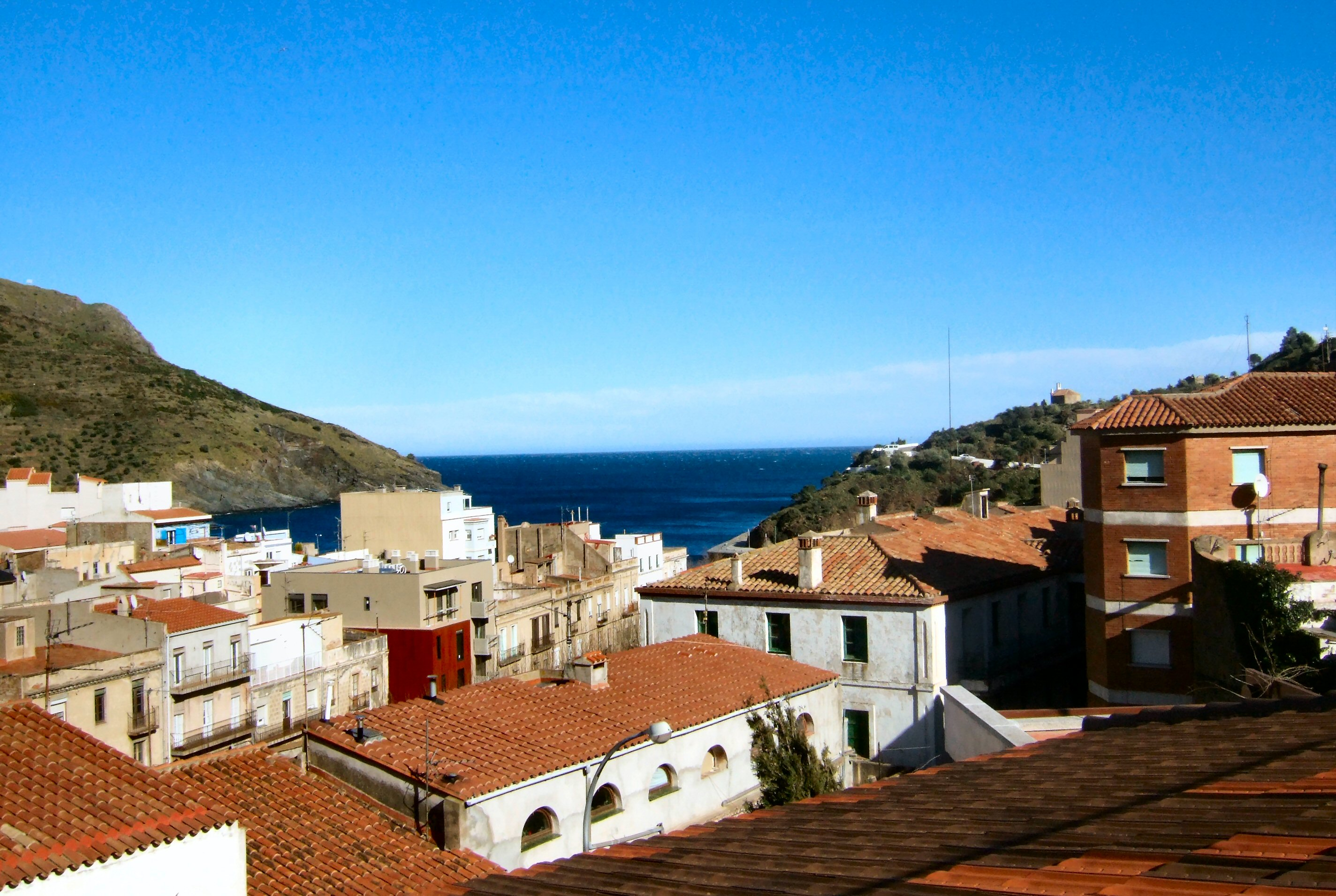
Vedere